# WTA 125 2025
Ten artykuł dotyczy trwającego lub niedawnego wydarzenia sportowego. Informacje w nim zamieszczone mogą się zmienić lub zdezaktualizować wraz z postępem zdarzenia. Początkowe doniesienia, wyniki lub statystyki mogą być niepewne. Ostatnie aktualizacje do tego artykułu mogą nie odzwierciedlać najbardziej aktualnych informacji.
WTA 125 2025 – sezon profesjonalnych kobiecych turniejów tenisowych niższej kategorii organizowanych przez Women’s Tennis Association w 2025 roku. Obejmuje 35 turniejów. Zawody rozgrywane w ramach WTA 125 nie są zaliczane do głównego cyklu rozgrywek WTA Tour.
W związku z inwazją Rosji na Ukrainę federacje tenisowe z Rosji i Białorusi zostały zawieszone i wycofane ze wszystkich międzynarodowych rozgrywek drużynowych, a zawodniczki i zawodnicy z Rosji i Białorusi nie mogą startować pod flagą i nazwą swojego państwa.

## Kalendarz turniejów
| Data           | Turniej                                                                                 | Zwyciężczynie                       | Wynik             | Finalistki                             | Półfinalistki                                | Ćwierćfinalistki                                                            |
| -------------- | --------------------------------------------------------------------------------------- | ----------------------------------- | ----------------- | -------------------------------------- | -------------------------------------------- | --------------------------------------------------------------------------- |
| 30 grudnia     | Workday Canberra International Canberra, Australia Twarda – 32S/32Q/16D                 | Aoi Ito                             | 6:4, 6:3          | Wei Sijia                              | Nuria Párrizas Díaz Alexandra Eala           | Oksana Sielechmietjewa Nina Stojanović Simona Waltert Taylah Preston        |
| 30 grudnia     | Workday Canberra International Canberra, Australia Twarda – 32S/32Q/16D                 | Jaimee Fourlis Petra Hule           | 7:5, 4:6, 10–6    | Darja Semeņistaja Nina Stojanović      | Nuria Párrizas Díaz Alexandra Eala           | Oksana Sielechmietjewa Nina Stojanović Simona Waltert Taylah Preston        |
| 3 lutego       | L&T Mumbai Open Mumbaj, Indie Twarda – 32S/16Q/16D                                      | Jil Teichmann                       | 6:3, 6:4          | Mananchaya Sawangkaew                  | Maaya Rajeshwaran Rebecca Marino             | Shrivalli Bhamidipaty Mei Yamaguchi Lanlana Tararudee Mai Hontama           |
| 3 lutego       | L&T Mumbai Open Mumbaj, Indie Twarda – 32S/16Q/16D                                      | Amina Anszba Jelena Pridankina      | 7:6(4), 2:6, 10–7 | Arianne Hartono Prarthana Thombare     | Maaya Rajeshwaran Rebecca Marino             | Shrivalli Bhamidipaty Mei Yamaguchi Lanlana Tararudee Mai Hontama           |
| 10 lutego      | Cancún Tennis Open Cancún, Meksyk Twarda – 32S/8Q/16D                                   | Emiliana Arango                     | 6:2, 6:1          | Carson Branstine                       | Francesca Jones Maya Joint                   | Iryna Szymanowicz Séléna Janicijevic Solana Sierra Katarzyna Kawa           |
| 10 lutego      | Cancún Tennis Open Cancún, Meksyk Twarda – 32S/8Q/16D                                   | Maya Joint Taylah Preston           | 6:4, 6:3          | Aliona Bolsova Yvonne Cavallé Reimers  | Francesca Jones Maya Joint                   | Iryna Szymanowicz Séléna Janicijevic Solana Sierra Katarzyna Kawa           |
| 17 marca       | Megasaray Hotels Open 1 Antalya, Turcja Ceglana – 32S/16Q/16D                           | Anca Todoni                         | 6:3, 6:2          | Leyre Romero Gormaz                    | Clara Burel Maja Chwalińska                  | Chloé Paquet Arantxa Rus Victoria Jiménez Kasintseva Elsa Jacquemot         |
| 17 marca       | Megasaray Hotels Open 1 Antalya, Turcja Ceglana – 32S/16Q/16D                           | Maja Chwalińska Anastasia Dețiuc    | 4:6, 6:3, 10–2    | Jesika Malečková Miriam Škoch          | Clara Burel Maja Chwalińska                  | Chloé Paquet Arantxa Rus Victoria Jiménez Kasintseva Elsa Jacquemot         |
| 24 marca       | Puerto Vallarta Open Puerto Vallarta, Meksyk Twarda – 32S/4Q/8D                         | Jaqueline Cristian                  | 7:5, 6:4          | Linda Fruhvirtová                      | Rebeka Masarova Heather Watson               | Tatjana Maria Maddison Inglis Marina Stakusic Maya Joint                    |
| 24 marca       | Puerto Vallarta Open Puerto Vallarta, Meksyk Twarda – 32S/4Q/8D                         | Hanna Chang Christina McHale        | 2:6, 6:2, 10–7    | Maya Joint Ena Shibahara               | Rebeka Masarova Heather Watson               | Tatjana Maria Maddison Inglis Marina Stakusic Maya Joint                    |
| 24 marca       | Megasaray Hotels Open 2 Antalya, Turcja Ceglana – 32S/16Q/16D                           | Olga Danilović                      | 6:2, 6:3          | Victoria Jiménez Kasintseva            | Oksana Sielechmietjewa Veronika Erjavec      | Simona Waltert Tamara Zidanšek María Lourdes Carlé Jéssica Bouzas Maneiro   |
| 24 marca       | Megasaray Hotels Open 2 Antalya, Turcja Ceglana – 32S/16Q/16D                           | María Lourdes Carlé Simona Waltert  | 3:6, 7:5, 10–3    | Maja Chwalińska Anastasia Dețiuc       | Oksana Sielechmietjewa Veronika Erjavec      | Simona Waltert Tamara Zidanšek María Lourdes Carlé Jéssica Bouzas Maneiro   |
| 31 marca       | Open Internacional Femení Solgironès La Bisbal d'Empordà, Hiszpania Ceglana – 32S/8Q/8D | Darja Semeņistaja                   | 5:7, 6:0, 6:4     | Dalma Gálfi                            | Panna Udvardy Aliona Bolsova                 | Eva Lys Alizé Cornet Guiomar Maristany Caroline Werner                      |
| 31 marca       | Open Internacional Femení Solgironès La Bisbal d'Empordà, Hiszpania Ceglana – 32S/8Q/8D | Magali Kempen Anna Sisková          | 7:6(1), 6:1       | Darja Semeņistaja Nina Stojanović      | Panna Udvardy Aliona Bolsova                 | Eva Lys Alizé Cornet Guiomar Maristany Caroline Werner                      |
| 31 marca       | Megasaray Hotels Open 3 Antalya, Turcja Ceglana – 32S/16Q/16D                           | Solana Sierra                       | 6:3, 6:4          | Leyre Romero Gormaz                    | Astra Sharma Tara Würth                      | Anna Bondár Lia Karatanczewa Zheng Wushuang Simona Waltert                  |
| 31 marca       | Megasaray Hotels Open 3 Antalya, Turcja Ceglana – 32S/16Q/16D                           | Anna Bondár Simona Waltert          | 7:5, 2:6, 10–6    | Alicia Barnett Elixane Lechemia        | Astra Sharma Tara Würth                      | Anna Bondár Lia Karatanczewa Zheng Wushuang Simona Waltert                  |
| 14 kwietnia    | Oeiras Ladies Open Oeiras, Portugalia Ceglana – 32S/16Q/16D                             | Dalma Gálfi                         | 4:6, 6:1, 6:2     | Katie Volynets                         | Varvara Lepchenko Simona Waltert             | Panna Udvardy Jelena Pridankina Nina Stojanović Victoria Jiménez Kasintseva |
| 14 kwietnia    | Oeiras Ladies Open Oeiras, Portugalia Ceglana – 32S/16Q/16D                             | Francisca Jorge Matilde Jorge       | 6:1, 6:2          | Anastasia Dețiuc Patricia Maria Țig    | Varvara Lepchenko Simona Waltert             | Panna Udvardy Jelena Pridankina Nina Stojanović Victoria Jiménez Kasintseva |
| 28 kwietnia    | L’Open 35 de Saint-Malo Saint-Malo, Francja Ceglana – 32S/16Q/16D                       | Naomi Ōsaka                         | 6:1, 7:5          | Kaja Juvan                             | Viktorija Golubic Léolia Jeanjean            | McCartney Kessler Katie Volynets Fiona Ferro Elsa Jacquemot                 |
| 28 kwietnia    | L’Open 35 de Saint-Malo Saint-Malo, Francja Ceglana – 32S/16Q/16D                       | Maia Lumsden Makoto Ninomiya        | 7:5, 6:2          | Oksana Kalasznikowa Angelica Moratelli | Viktorija Golubic Léolia Jeanjean            | McCartney Kessler Katie Volynets Fiona Ferro Elsa Jacquemot                 |
| 28 kwietnia    | Catalonia Open WTA 125 Vic, Hiszpania Ceglana – 32S/16Q/16D                             | Dalma Gálfi                         | 6:3, 6:0          | Rebeka Masarova                        | Alaksandra Sasnowicz Oksana Sielechmietjewa  | Carlota Martínez Círez Kateřina Siniaková Guiomar Maristany Aliona Bolsova  |
| 28 kwietnia    | Catalonia Open WTA 125 Vic, Hiszpania Ceglana – 32S/16Q/16D                             | Bianca Andreescu Aldila Sutjiadi    | 6:2, 6:4          | Leylah Fernandez Lulu Sun              | Alaksandra Sasnowicz Oksana Sielechmietjewa  | Carlota Martínez Círez Kateřina Siniaková Guiomar Maristany Aliona Bolsova  |
| 12 maja        | Trophée Clarins Paryż, Francja Ceglana – 32S/16Q/16D                                    | Katie Boulter                       | 3:6, 6:2, 6:3     | Chloé Paquet                           | Alaksandra Sasnowicz Warwara Graczowa        | Amanda Anisimova Julie Belgraver Kamilla Rachimowa Elsa Jacquemot           |
| 12 maja        | Trophée Clarins Paryż, Francja Ceglana – 32S/16Q/16D                                    | Irina Chromaczowa Fanny Stollár     | 4:6, 7:6(5), 10–5 | Tereza Mihalíková Olivia Nicholls      | Alaksandra Sasnowicz Warwara Graczowa        | Amanda Anisimova Julie Belgraver Kamilla Rachimowa Elsa Jacquemot           |
| 12 maja        | Parma Ladies Open Parma, Włochy Ceglana – 32S/16Q/16D                                   | Majar Szarif                        | 6:4, 6:4          | Victoria Mboko                         | Simona Waltert Irina-Camelia Begu            | Julija Putincewa Marina Stakusic Anna Bondár Wang Xinyu                     |
| 12 maja        | Parma Ladies Open Parma, Włochy Ceglana – 32S/16Q/16D                                   | Jesika Malečková Miriam Škoch       | 6:2, 6:0          | Sabrina Santamaria Tang Qianhui        | Simona Waltert Irina-Camelia Begu            | Julija Putincewa Marina Stakusic Anna Bondár Wang Xinyu                     |
| 2 czerwca      | Lexus Birmingham Open Birmingham, Wielka Brytania Trawiasta – 32S/24Q/8D                |                                     |                   |                                        |                                              |                                                                             |
| 2 czerwca      | Lexus Birmingham Open Birmingham, Wielka Brytania Trawiasta – 32S/24Q/8D                |                                     |                   |                                        |                                              |                                                                             |
| 2 czerwca      | Makarska Open Makarska, Chorwacja Ceglana – 32S/8Q/8D                                   |                                     |                   |                                        |                                              |                                                                             |
| 2 czerwca      |                                                                                         |                                     |                   |                                        |                                              |                                                                             |
| 2 czerwca      | Open delle Puglie Bari, Włochy Ceglana – 32S/8Q/8D                                      |                                     |                   |                                        |                                              |                                                                             |
| 2 czerwca      |                                                                                         |                                     |                   |                                        |                                              |                                                                             |
| 9 czerwca      | BBVA Open Internacional de Valencia Walencja, Hiszpania Ceglana – 32S/16Q/8D            |                                     |                   |                                        |                                              |                                                                             |
| 9 czerwca      | BBVA Open Internacional de Valencia Walencja, Hiszpania Ceglana – 32S/16Q/8D            |                                     |                   |                                        |                                              |                                                                             |
| 9 czerwca      | Grado Open Grado, Włochy Ceglana – 32S/8Q/8D                                            |                                     |                   |                                        |                                              |                                                                             |
| 9 czerwca      |                                                                                         |                                     |                   |                                        |                                              |                                                                             |
| 9 czerwca      | Lexus Ilkley Open Ilkley, Wielka Brytania Trawiasta – 32S/24Q/8D                        |                                     |                   |                                        |                                              |                                                                             |
| 9 czerwca      |                                                                                         |                                     |                   |                                        |                                              |                                                                             |
| 16 czerwca     | Veneto Open Gaiba, Włochy Trawiasta – 32S/8Q/8D                                         |                                     |                   |                                        |                                              |                                                                             |
| 16 czerwca     | Veneto Open Gaiba, Włochy Trawiasta – 32S/8Q/8D                                         |                                     |                   |                                        |                                              |                                                                             |
| 7 lipca        | Hall of Fame Open Newport, Stany Zjednoczone Trawiasta – 32S/16Q/16D                    |                                     |                   |                                        |                                              |                                                                             |
| 7 lipca        | Hall of Fame Open Newport, Stany Zjednoczone Trawiasta – 32S/16Q/16D                    |                                     |                   |                                        |                                              |                                                                             |
| 7 lipca        | Nordea Open Båstad, Szwecja Ceglana – 32S/16D                                           |                                     |                   |                                        |                                              |                                                                             |
| 7 lipca        |                                                                                         |                                     |                   |                                        |                                              |                                                                             |
| 7 lipca        | Grand Est Open 88 Contrexéville, Francja Ceglana – 32S/8Q/16D                           |                                     |                   |                                        |                                              |                                                                             |
| 7 lipca        |                                                                                         |                                     |                   |                                        |                                              |                                                                             |
| 14 lipca       | Antico Tiro a Volo Open Rzym, Włochy Ceglana – 32S/16Q/8D                               |                                     |                   |                                        |                                              |                                                                             |
| 14 lipca       | Antico Tiro a Volo Open Rzym, Włochy Ceglana – 32S/16Q/8D                               |                                     |                   |                                        |                                              |                                                                             |
| 21 lipca       | Palermo Ladies Open Palermo, Włochy Ceglana – 32S/16Q/8D                                |                                     |                   |                                        |                                              |                                                                             |
| 21 lipca       | Palermo Ladies Open Palermo, Włochy Ceglana – 32S/16Q/8D                                |                                     |                   |                                        |                                              |                                                                             |
| 28 lipca       | Poland Open Warszawa, Polska Twarda – 32S/8Q/8D                                         | Kateřina Siniaková                  | 6:1, 6:2          | Viktorija Golubic                      | Victoria Jiménez Kasintseva Dominika Šalková | Alina Korniejewa Ella Seidel Darija Snihur Kyōka Okamura                    |
| 28 lipca       | Poland Open Warszawa, Polska Twarda – 32S/8Q/8D                                         | Weronika Falkowska Dominika Šalková | 6:2, 6:1          | Isabelle Haverlag Martyna Kubka        | Victoria Jiménez Kasintseva Dominika Šalková | Alina Korniejewa Ella Seidel Darija Snihur Kyōka Okamura                    |
| 1 września     | Guadalajara 125 Open Guadalajara, Meksyk Twarda – 32S/8Q/8D                             |                                     |                   |                                        |                                              |                                                                             |
| 1 września     | Guadalajara 125 Open Guadalajara, Meksyk Twarda – 32S/8Q/8D                             |                                     |                   |                                        |                                              |                                                                             |
| 1 września     | Montreux Nestlé Open Montreux, Szwajcaria Ceglana – 32S/16Q/8D                          |                                     |                   |                                        |                                              |                                                                             |
| 1 września     |                                                                                         |                                     |                   |                                        |                                              |                                                                             |
| 8 września     | WTA Zavarovalnica Sava Ljubljana Lublana, Słowenia Ceglana – 32S/8Q/8D                  |                                     |                   |                                        |                                              |                                                                             |
| 8 września     | WTA Zavarovalnica Sava Ljubljana Lublana, Słowenia Ceglana – 32S/8Q/8D                  |                                     |                   |                                        |                                              |                                                                             |
| 15 września    | Tolentino Open Tolentino, Włochy Ceglana – 32S/16Q/8D                                   |                                     |                   |                                        |                                              |                                                                             |
| 15 września    | Tolentino Open Tolentino, Włochy Ceglana – 32S/16Q/8D                                   |                                     |                   |                                        |                                              |                                                                             |
| 29 września    | Hong Kong 125 Open Hongkong, Hongkong Twarda – 32S/8Q/8D                                |                                     |                   |                                        |                                              |                                                                             |
| 29 września    | Hong Kong 125 Open Hongkong, Hongkong Twarda – 32S/8Q/8D                                |                                     |                   |                                        |                                              |                                                                             |
| 6 października | Mallorca Ladies Tennis Championships Majorka, Hiszpania Ceglana – 32S                   |                                     |                   |                                        |                                              |                                                                             |
| 6 października | Mallorca Ladies Tennis Championships Majorka, Hiszpania Ceglana – 32S                   |                                     |                   |                                        |                                              |                                                                             |
| 6 października | Olbia Open Olbia, Włochy Twarda – 32S/8Q/16D                                            |                                     |                   |                                        |                                              |                                                                             |
| 6 października |                                                                                         |                                     |                   |                                        |                                              |                                                                             |
| 1 grudnia      | Open in Arte Angers Loire Angers, Francja Twarda (hala) – 32S/8Q/8D                     |                                     |                   |                                        |                                              |                                                                             |
| 1 grudnia      | Open in Arte Angers Loire Angers, Francja Twarda (hala) – 32S/8Q/8D                     |                                     |                   |                                        |                                              |                                                                             |
| 8 grudnia      | Open BLS de Limoges Limoges, Francja Twarda (hala) – 32S/8Q/8D                          |                                     |                   |                                        |                                              |                                                                             |
| 8 grudnia      | Open BLS de Limoges Limoges, Francja Twarda (hala) – 32S/8Q/8D                          |                                     |                   |                                        |                                              |                                                                             |

## Wygrane turnieje

### Klasyfikacja tenisistek
| Wygrane | Zawodniczka         | S | D |
| ------- | ------------------- | - | - |
| 2       | Dalma Gálfi         | 2 | 0 |
| 2       | Simona Waltert      | 0 | 2 |
| 1       | Emiliana Arango     | 1 | 0 |
| 1       | Katie Boulter       | 1 | 0 |
| 1       | Jaqueline Cristian  | 1 | 0 |
| 1       | Olga Danilović      | 1 | 0 |
| 1       | Aoi Ito             | 1 | 0 |
| 1       | Naomi Ōsaka         | 1 | 0 |
| 1       | Darja Semeņistaja   | 1 | 0 |
| 1       | Solana Sierra       | 1 | 0 |
| 1       | Majar Szarif        | 1 | 0 |
| 1       | Jil Teichmann       | 1 | 0 |
| 1       | Anca Todoni         | 1 | 0 |
| 1       | Bianca Andreescu    | 0 | 1 |
| 1       | Amina Anszba        | 0 | 1 |
| 1       | Anna Bondár         | 0 | 1 |
| 1       | María Lourdes Carlé | 0 | 1 |
| 1       | Hanna Chang         | 0 | 1 |
| 1       | Irina Chromaczowa   | 0 | 1 |
| 1       | Maja Chwalińska     | 0 | 1 |
| 1       | Anastasia Dețiuc    | 0 | 1 |
| 1       | Jaimee Fourlis      | 0 | 1 |
| 1       | Petra Hule          | 0 | 1 |
| 1       | Maya Joint          | 0 | 1 |
| 1       | Francisca Jorge     | 0 | 1 |
| 1       | Matilde Jorge       | 0 | 1 |
| 1       | Magali Kempen       | 0 | 1 |
| 1       | Maia Lumsden        | 0 | 1 |
| 1       | Jesika Malečková    | 0 | 1 |
| 1       | Christina McHale    | 0 | 1 |
| 1       | Makoto Ninomiya     | 0 | 1 |
| 1       | Taylah Preston      | 0 | 1 |
| 1       | Jelena Pridankina   | 0 | 1 |
| 1       | Anna Sisková        | 0 | 1 |
| 1       | Miriam Škoch        | 0 | 1 |
| 1       | Fanny Stollár       | 0 | 1 |
| 1       | Aldila Sutjiadi     | 0 | 1 |

### Klasyfikacja państw
| Wygrane | Kraj              | S | D |
| ------- | ----------------- | - | - |
| 4       | Węgry             | 2 | 2 |
| 4       | Australia         | 0 | 4 |
| 4       | Czechy            | 0 | 4 |
| 3       | Japonia           | 2 | 1 |
| 3       | Szwajcaria        | 1 | 2 |
| 2       | Rumunia           | 2 | 0 |
| 2       | Argentyna         | 1 | 1 |
| 2       | Wielka Brytania   | 1 | 1 |
| 2       | Portugalia        | 0 | 2 |
| 2       | Stany Zjednoczone | 0 | 2 |
| 1       | Egipt             | 1 | 0 |
| 1       | Kolumbia          | 1 | 0 |
| 1       | Łotwa             | 1 | 0 |
| 1       | Serbia            | 1 | 0 |
| 1       | Belgia            | 0 | 1 |
| 1       | Kanada            | 0 | 1 |
| 1       | Indonezja         | 0 | 1 |
| 1       | Polska            | 0 | 1 |